# Archotoplana abutaensis
Archotoplana abutaensis är en plattmaskart som beskrevs av Tajika 1983. Archotoplana abutaensis ingår i släktet Archotoplana och familjen Otoplanidae. Inga underarter finns listade i Catalogue of Life.